# Péninsule d'Allison
La péninsule d'Allison est une péninsule de la côte d'Antarctique occidental, au nord-ouest de la terre d'Ellsworth. Elle s'avance dans la mer de Bellingshausen depuis la côte de Bryan et marque la limite orientale de la barrière de Venable. Elle a été baptisée en l'honneur du commandant Paul Allison, de la marine américaine.